# Èpsilon d'Andròmeda
Èpsilon d'Andròmeda (ε Andromedae) és una estrella de la constel·lació d'Andròmeda. És una estrella gegant groga del tipus G de la magnitud aparent +4,34. Està aproximadament a 169 anys llum de la Terra.
La localització d'aquesta estrella es pot veure en aquest diagrama de la constel·lació d'Andròmeda.

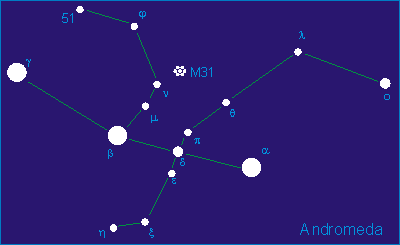
Diagrama de la constel·lació d'Andròmeda